# Бердников, Роман Сергеевич
Роман Сергеевич Бердников (18 июля 1992, Омск, Россия) — российский хоккеист, крайний нападающий.

## Карьера
Сын хоккеиста и тренера Сергея Бердникова. Воспитанник омского хоккея. Начал профессиональную карьеру в 2009 году в составе клуба Хоккейной лиги Онтарио «Оуэн-Саунд Аттак», который выбрал его в первом раунде под общим 15-м номером на драфте Канадской хоккейной лиги, выступая до этого за фарм-клуб родного омского «Авангарда». Перед началом следующего сезона вернулся в Россию и провёл 32 игры в составе клуба МХЛ «Омские Ястребы». Однако в январе 2011 года Бердников принял решение вновь отправиться в «Оуэн-Саунд», с которым он стал победителем OHL, набрав 22 (13+9) очка в 47 проведённых матчах.
Сезон 2011/12  вновь начинал в МХЛ, а 22 сентября в матче против череповецкой «Северстали» он дебютировал в КХЛ, став автором результативной передачи.

### В сборной
В составе сборной России Роман Бердников принимал участие в юниорском чемпионате мира 2010 года, на котором он вместе с командой занял 4 место, набрав 6 (2+4) очков в 7 проведённых матчах.

## Достижения
- Чемпион OHL 2011.
- Обладатель Кубка Харламова 2012.

## Статистика выступлений
Последнее обновление: 19 марта 2015 года
|                 |                  |                 | Регулярный сезон | Регулярный сезон | Регулярный сезон | Регулярный сезон | Регулярный сезон | Регулярный сезон | Плей-офф | Плей-офф | Плей-офф | Плей-офф | Плей-офф | Плей-офф |
| Сезон           | Команда          | Лига            | Игр              | Г                | П                | Очк              | +/-              | Штр              | Игр      | Г        | П        | Очк      | +/-      | Штр      |
| --------------- | ---------------- | --------------- | ---------------- | ---------------- | ---------------- | ---------------- | ---------------- | ---------------- | -------- | -------- | -------- | -------- | -------- | -------- |
| 2007/08         | Авангард-2       | Первая лига     | 1                | 0                | 0                | 0                | --               | 0                | —        | —        | —        | —        | —        | —        |
| 2008/09         | Авангард-2       | Первая лига     | 2                | 1                | 0                | 1                | --               | 0                | —        | —        | —        | —        | —        | —        |
| 2009/10         | Оуэн-Саунд Аттак | OHL             | 38               | 9                | 15               | 24               | -11              | 12               | —        | —        | —        | —        | —        | —        |
| 2010/11         | Омские Ястребы   | МХЛ             | 32               | 8                | 13               | 21               | +4               | 14               | —        | —        | —        | —        | —        | —        |
| 2010/11         | Оуэн-Саунд Аттак | OHL             | 25               | 7                | 6                | 13               | +3               | 2                | 22       | 6        | 3        | 9        | -3       | 4        |
| 2011            | Оуэн-Саунд Аттак | МК              | 4                | 1                | 1                | 2                | --               | 2                | —        | —        | —        | —        | —        | —        |
| 2011/12         | Омские Ястребы   | МХЛ             | 34               | 20               | 13               | 33               | +21              | 18               | 16       | 8        | 3        | 11       | +7       | 10       |
| 2011/12         | Авангард         | КХЛ             | 16               | 0                | 2                | 2                | --               | 4                | —        | —        | —        | —        | —        | —        |
| 2012/13         | Омские Ястребы   | МХЛ             | 45               | 16               | 23               | 39               | +20              | 28               | 17       | 2        | 2        | 4        | +6       | 4        |
| 2012/13         | Авангард         | КХЛ             | 1                | 0                | 1                | 1                | +1               | -                | —        | —        | —        | —        | —        | —        |
| 2013/14         | Авангард         | КХЛ             | 41               | 4                | 3                | 7                | -7               | 4                | —        | —        | —        | —        | —        | —        |
| 2014/15         | Авангард         | КХЛ             | 46               | 3                | 4                | 7                | -11              | 10               | 6        | 0        | 1        | 1        | 0        | 0        |
| 2015/16         | Металлург Нк     | КХЛ             | —                | —                | —                | —                | —                | —                | —        | —        | —        | —        | —        | —        |
| Всего в КХЛ     | Всего в КХЛ      | Всего в КХЛ     | 104              | 7                | 10               | 17               | -17              | 18               | 6        | 0        | 1        | 1        | 0        | 0        |
| Всего в карьере | Всего в карьере  | Всего в карьере | 239              | 66               | 77               | 143              | +75              | 84               | 55       | 16       | 8        | 24       | +10      | 18       |

### Международная
| Турнир   | Место | Игр | Г | П | Очк | +/- | Штр |
| -------- | ----- | --- | - | - | --- | --- | --- |
| ЮЧМ-2010 | 4     | 7   | 2 | 4 | 6   | +2  | 4   |